# Editorial Moll

Logo de la Editorial Moll

La Editorial Moll es una editorial mallorquina fundada en 1934 por el filólogo menorquín Francesc de Borja Moll como continuación de la obra cultural que inició en 1896 Antoni Maria Alcover con la publicación del primer volumen del Aplec de Rondaies Mallorquines, formado actualmente por un conjunto de 24 volúmenes. Se trata de la editorial más antigua y conocida de las Islas Baleares. 
Entre otras iniciativas, en 1962 culminó el Diccionario catalán-valenciano-balear, de 10 volúmenes, inventario exhaustivo de la lengua catalana, y en 1953 promoció la Biblioteca Raixa. En 1991 editó la Biblioteca Básica de Mallorca, una colección de cincuenta volúmenes con el apoyo del Consejo Insular de Mallorca. Destacan su primer título, el Llibre d'Amic e Amat, de Ramon Llull, y el séptimo, Els poetes romàntics de Mallorca. En 2007 la editorial había publicado más de un millar de títulos sobre una gran diversidad de temas, agrupados en colecciones como Les Illes d'Or, Raixa, Els Treballs i els Dies, Balenguera, etc. 
En octubre de 2014 anunció que cerraría mediante una carta pública, después de 3 años en suspensión de pagos. La letra concluía con estas palabras: "Los libros siempre formarán parte de nuestra vida y quién sabe si en el futuro nos encontraremos a través de nuevos proyectos literarios. Hasta pronto!". Un año más tarde, este proyecto literario se materializaba con la Institució Francesc de Borja Moll, una iniciativa concebida para salvar el legado de Francisco de Borja Moll y continuar la actividad de la Editorial Moll con una nueva personalidad jurídica.
El nuevo proyecto adquirió todos los activos de la editorial, que estaba en proceso de liquidación concursal: los 350.000 volúmenes de su inventario, los 1.200 títulos de su catálogo, las marcas Editorial Moll y Llibres Mallorca, todos los derechos de autor, el historial económico con la facturación y los contratos de más de 50 años de vida empresarial, entre otros.

## Premios
- 1987: Premio Creu de Sant Jordi de la Generalidad de Cataluña.
- 1995: Premio Francesc de Borja Moll de los Premis 31 de Decembre de la Obra Cultural Balear.
- 2003: Medalla de oro de la Comunidad Autónoma de las Islas Baleares.